# 郜大經
郜大經（1525年—？），字汝脩，號北溪，直隸河間府吳橋縣民籍，山西潞安府陵川縣人，明朝政治人物。

## 生平
嘉靖三十四年（1555年）乙卯科順天府鄉試第四十名舉人。嘉靖三十五年（1556年）聯捷丙辰科三甲第一百零九名進士。兵部观政，授江西吉安府推官，三十九年升吏部主事，四十一年升陕西佥事，四十二年謫泰安州同知，四十四年升兖州府同知，隆慶元年三月升陕西佥事，二年十二月升左参议。

## 家族
曾祖郜淮，壽官；祖父郜深，歲貢；父郜良臣，歲貢。母杜氏，封孺人。弟大观、大鲲、大纲、大綬、大年、大有。